# Natasha A. Kelly

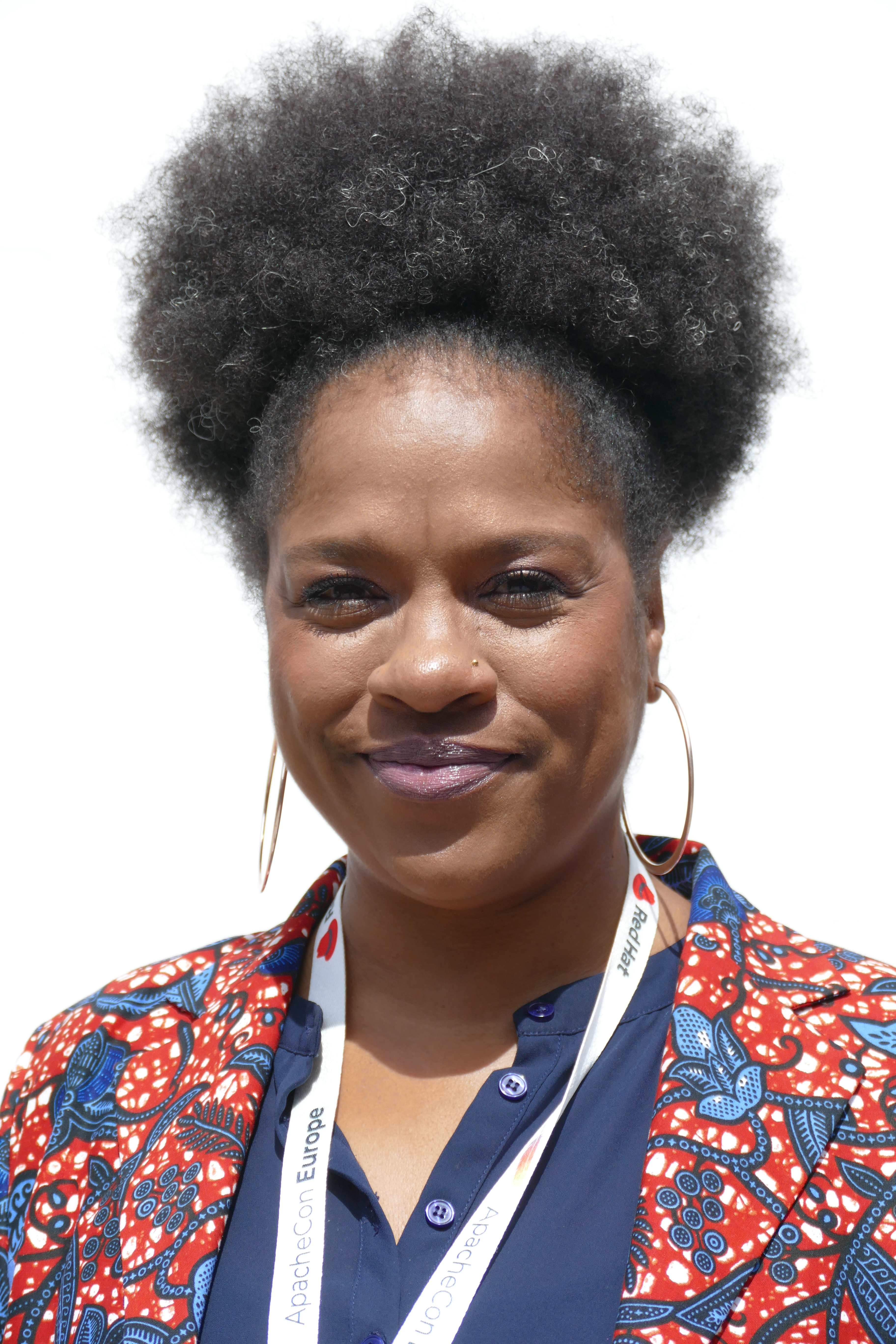
Natasha A. Kelly auf der Re:publica 2024

Natasha A. Kelly (* 9. November 1973 in London) ist eine deutsche Kommunikationswissenschaftlerin, Autorin und Politikerin. Vom 28. November 2020 bis zum 12. Februar 2021 war sie Bundesvorsitzende der Partei Die Urbane. Eine HipHop Partei.

## Leben
Kelly, die karibische Vorfahren hat, wuchs ab der vierten Grundschulklasse anfänglich ohne Deutschkenntnisse in Norddeutschland auf. Nach dem Abitur 1994 machte sie eine Ausbildung und studierte Kommunikationswissenschaften, Soziologie und englische Philologie an der Westfälischen-Wilhelms-Universität Münster. Ihr Magisterstudium schloss sie 2005 mit einer Abschlussarbeit zu „Afroism. Zur Situation einer ethnischen Minderheit in Deutschland“ ab. Von 2010 bis 2013 war sie wissenschaftliche Mitarbeiterin am Zentrum für transdisziplinäre Geschlechterstudien der Humboldt-Universität zu Berlin. Ihre von Siegfried J. Schmidt betreute und 2015 abgeschlossene Dissertation erschien 2016 als Afrokultur. der raum zwischen gestern und morgen. Ihre Dissertation adaptierte sie fürs Theater.
In verschiedenen Publikationen Afroism (2008), Sisters & Souls (2015), Afrokultur (2016) und Millis Erwachen (2018) setzte sie sich mit Afro-Deutscher Kultur auseinander. Sie gründete X – Das Magazin für Afrokultur, zog sich aber aus der journalistischen Arbeit zurück. Kelly ist Gründungsmitglied des Black European Academic Network (BEAN), einer Plattform zur Förderung der Vernetzung und Verbreitung Schwarzer Europäischer Geschichte für Wissenschaftler.
Mitte Juni 2024 forderte Kelly mit mehreren tausend weiteren Professoren und Dozenten den Rücktritt der Bildungs- und Forschungsministerin Bettina Stark-Watzinger aufgrund ihrer Erwägungen zur Sanktionierung von Hochschulangehörigen.
Kelly lebt mit ihrer Familie in Berlin.

## Kunst
Im Rahmen ihrer künstlerischen Arbeit „Edewa“, „Giftschrank“ und „African_Diaspora Palast“ verbindet Natasha A. Kelly mit ihrem Wissen über visuelle Kommunikation Theorie und Praxis zwischen Wissenschaft, Gesellschaft und Politik. Neben ihrer beratenden Tätigkeit für verschiedene Kunstinstitutionen leitet Kelly die Theaterreihe „M(a)y Sisters“, die seit 2015 jährlich am Ufer Theater in Berlin aufgeführt wird. Millis Erwachen, ihr erster Dokumentarfilm, wurde im Auftrag der Berlin Biennale for Contemporary Art produziert und an der 10. Berlin Biennale 2018 gezeigt.

## Auszeichnungen
- 2021: Frauenringsfrau 2021 des Deutschen Frauenring e. V.[16]

## Schriften (Auswahl)
- Afroism. Zur Situation einer ethnischen Minderheit in Deutschland. vdm Verlag, Saarbrücken 2008. ISBN 978-3-639-04135-4.
- Sisters & Souls. Inspirationen von May Ayim. Orlanda Frauenverlag, Berlin 2015. ISBN 978-3-944666-21-1.
- Afrokultur: »der raum zwischen gestern und morgen«. Unrast Verlag, Münster 2016. ISBN 978-3-89771-221-8.
- Millis Erwachen. Schwarze Frauen, Kunst und Widerstand. Orlanda Frauenverlag, Berlin 2018. ISBN 978-3-944666-40-2.
- Schwarzer Feminismus. Grundlagentexte. Unrast Verlag, Münster 2019. ISBN 978-3-89771-317-8.
- Rassismus. Strukturelle Probleme brauchen strukturelle Lösungen! Atrium Verlag, Hamburg 2021. ISBN 978-3-85535-114-5.
- als Herausgeberin: „Sisters and Souls 2. Inspirationen durch May Ayim“. Texte verschiedener Autorinnen sowie bislang unveröffentlichte Texe von May Ayim, Orlanda Verlag, 2021.
- als Herausgeberin: The Comet - 150 years W.E.B. Du Bois: Afrofuturism 2.0, Berlin 2020. ISBN 978-3944666631.